# 小林丈児
小林 丈児（こばやし じょうじ、1924年3月30日－1985年8月6日）は、日本の政治学者。専門は、政治学・比較政治学。元中央大学教授。北海道釧路市出身。

## 略歴
1952年中央大学法学部（旧制）卒業。1952年中央大学法学部助手。1957年中央大学法学部助教授。1964年中央大学法学部教授。1985年在職中に心不全で逝去。
この他に、日本比較法研究所副所長、日本政治学会理事、東京外国語大学外国語学部・明治大学法学部・早稲田大学法学部・立教大学法学部の非常勤講師を務めた。

## 研究領域
専門は、政治学・比較政治学。特に、政治原論、平和学、地方自治論、アメリカ政治史、イギリス政治史などを研究。

## 著書
- 福武直編『講座社会学　第8巻』（分担執筆、東京大学出版会、1958年）
- 佐藤智雄編『地方都市』（分担執筆、東京大学出版会、1961年）
- 『政治学原論序説』（青木書店、1967年）
- 村田喜代治編『地域開発における新産業都市』（分担執筆、東洋経済新社、1969年）
- 田口富久治編『講座マルクス主義研究入門　政治学　第2巻』（分担執筆、青木書店、1974年）
- 講座現代資本主義国家編『現代日本の政治過程（第4巻）』（分担執筆、大月書店、1980年）
- 『現代イギリス政治研究』（中央大学出版部、1989年）